# Tatsuya Furuhashi
Tatsuya Furuhashi (japanisch 古橋 達弥 Furuhashi Tatsuya; * 7. November 1980 in Hamamatsu, Präfektur Shizuoka) ist ein ehemaliger japanischer Fußballspieler.

## Karriere
Tatsuya Furuhashi erlernte das Fußballspielen in der Schulmannschaft der Iwata Higashi High School. Seinen ersten Vertrag unterschrieb er 1999 beim Honda FC. Der Verein aus Hamamatsu spielte in der dritthöchsten Liga des Landes, der damaligen Japan Football League. Für den Verein absolvierte er 119 Ligaspiele. 2004 wechselte er zum Erstligisten Cerezo Osaka. Am Ende der Saison 2006 stieg der Verein aus Osaka in die zweite Liga ab. Für Osaka absolvierte er 146 Ligaspiele. 2009 wechselte er zum Erstligisten Montedio Yamagata. Für den Verein, der in der Präfektur Yamagata beheimatet ist, stand er 58-mal in der ersten Liga auf dem Spielfeld. 2012 wechselte er zum Zweitligisten Shonan Bellmare. 2012 wurde er mit dem Verein Vizemeister der zweiten Liga und stieg in die erste Liga auf. Für den Bellmare absolvierte er 43 Ligaspiele. 2014 wechselte er zu seinem ehemaligen Verein Honda FC. Hier stand er bis Saisonende 2020 unter Vertrag. Mit Honda wurde er 2014, 2016, 2017, 2018 und 2019 Meister der vierten Liga.

## Erfolge
Honda FC
- Japan Football League: 2002, 2014, 2016, 2017, 2018, 2019